# Тројан (митологија)
Тројан је у руским и јужнословенским предањима демон или божанство повезано са римским императором Трајаном. У народним причама описан је као биће са три главе, са козјим или магарећим ушима, које се плаши сунца и креће се само ноћу. Веровало се да дан проводи у свом замку на планини, а да ноћу јаше до својих драгана. Русија је сматрана Трајановом земљом. Кад га је једном приликом Сунце стигло на путу, покушао је да се сакрије испод пласта сена, али су волови преврнули пласт, тако да су га Сунчеви зраци дохватили и спржили.